# Two Rivers (Wisconsin)
Two Rivers es una ciudad ubicada en el condado de Manitowoc en el estado estadounidense de Wisconsin. En el Censo de 2010 tenía una población de 11.712 habitantes y una densidad poblacional de 696,45 personas por km².

## Geografía
Two Rivers se encuentra ubicada en las coordenadas 44°9′13″N 87°34′35″O / 44.15361, -87.57639. Según la Oficina del Censo de los Estados Unidos, Two Rivers tiene una superficie total de 16.82 km², de la cual 15.77 km² corresponden a tierra firme y (6.22%) 1.05 km² es agua.

## Demografía
Según el censo de 2010, había 11.712 personas residiendo en Two Rivers. La densidad de población era de 696,45 hab./km². De los 11.712 habitantes, Two Rivers estaba compuesto por el 94.52% blancos, el 0.51% eran afroamericanos, el 0.79% eran amerindios, el 2.37% eran asiáticos, el 0% eran isleños del Pacífico, el 0.67% eran de otras razas y el 1.15% pertenecían a dos o más razas. Del total de la población el 1.91% eran hispanos o latinos de cualquier raza.